# El Gremi de la publicitat, la comunicació i el màrqueting
El Gremi de la publicitat, la comunicació i el màrqueting, anomenat Associació Empresarial de Publicitat fins al 2023, és un gremi d'agències de publicitat a Catalunya, creat per defensar els interessos del sector.

## Història
El gremi va ser fundat a Barcelona el 1926 per quatre pioners de la publicitat catalana i espanyola: Josep Maria Fortuny, Enric Joval, Rafael Roldós Gómez i Pere Prat Gaballí. Els primers estatuts es van fer públics l'any 1931.
El 1998 va crear junts amb la Generalitat de Catalunya el festival internacional de publicitat «Drac Novell», l'únic del món dedicat als estudiants de publicitat i que uneix l'àmbit empresarial amb l'acadèmic. El «Premi Nacional de Creativitat José María Ricarte», organitzat en col·laboració amb la Universitat Autònoma de Barcelona des de 2012 premia persones, empreses o entitats que per llur treball creatiu «han transformat la manera de pensar i viure de la gent» tot i respectar una dimensió humanista. El 2016 van instaurar el premi «Mestres de la Comunicació» junts amb la Fundació de la Comunicació i la Universitat Ramon Llull. El premi honra persones del món acadèmic o professional que han destacat en els sectors de la publicitat, les relacions públiques i el periodisme. Des de 2018 organitza el festival «Open Creatiu» al qual es pot presentar qualsevol projecte publicitari: del petit fullet d'una associació local cap a una campanya nacional.

## Logos històrics de l'entitat

Logo Gremio Sindical de Agencias de Publicidad de Barcelona (1949)
Logo Gremi Publicitat Associació Empresarial Catalana de Publicitat (1990)
Logo Associació Empresarial Catalana de Publicitat (2004)